# 尤利婭·季莫申科
尤利婭·沃洛迪米里芙娜·季莫申科（羅馬化：Yulia Volodymyrivna Tymoshenko，發音：[ˈjul⁽ʲ⁾ijɐ woloˈdɪmɪr⁽ʲ⁾iu̯nɐ tɪmoˈʃɛnko]；1960年11月27日—），婚前姓赫里希揚，外號「天然氣公主」、「烏克蘭鐵娘子」，烏克蘭大亨和政治人物，現任烏克蘭人民代表，曾兩度任烏克蘭總理。季莫申科在參與政治之前是位成功但極受爭議的女企業家，為一天然氣寡頭，故被認為是全國最富裕的人士之一。之後成為橙色革命的領袖之一。革命後曾兩度籌組聯合政府，成為烏克蘭第一位女總理。卸任總理後，季莫申科於2010年總統選舉中落選。翌年10月，她被控在2009年乌克兰和俄罗斯的天然气供应协议中滥用职权而被判监7年，至2014年2月尊嚴革命近尾聲之際獲釋。其後她於同年和2019年的總統選舉中均告落選。

## 早年生活
季莫申科生於烏克蘭第聶伯羅彼得羅夫斯克州農村。母親為 Ludmila Nikolaevna Telegina，父親為弗拉基米尔·阿布拉莫維奇·格里吉扬，父親在季莫申科三歲時離家。季莫申科在畢業時使用母親的姓氏。報導指出她到36歲时才開始學習烏克蘭語。1979年，季莫申科與跟他同龄的蘇聯共產黨中級官僚亞歷山大·季莫申科（Oleksandr Tymoshenko）結婚。1980年產下一女葉夫根尼婭。
1984年，季莫申科畢業於第聶伯羅彼得羅夫斯克大學經濟系，隨後取得經濟學博士學位。從那時起，她寫了50篇論文。季莫申科也曾是烏克蘭國立礦業大學學生，但未取得學位。
1984年畢業後，季莫申科在第聶伯羅彼得羅夫斯克州的機器製造廠擔任工程經濟師至1988年。
1989年，作為「經濟改革」行動之一，季莫申科成立並領導蘇聯共青團影片出租連鎖店（發展相當成功），之後私有化。季莫申科在烏克蘭石油公司擔任總經理。這間公司在1991年至1995年間向第聶伯羅彼得羅夫斯克州的農產企業提供石油產品。
1995年至1997年，季莫申科擔任私人仲介公司「烏克蘭聯合能源系統」總裁，該公司在1996年成為烏克蘭向俄羅斯進口天然氣的主要進口商。這段期間她因大量轉售盜採天然氣與躲避交易徵稅而被稱為「天然氣公主」。她還被指稱「給予帕夫洛·拉扎連科回扣以換取她公司對國家天然氣供應的控制權」。這段期間她與烏克蘭許多重要人物展開業務關係（無論是合作或敵對），包括有帕夫洛·拉扎連科、維克多·平丘克、伊戈尔·科洛莫伊斯基、里纳特·艾哈迈托夫和當時烏克蘭總統庫奇馬。這些人除了艾哈迈托夫，都與季莫申科一樣來自第聶伯羅彼得羅夫斯克州。季莫申科也與俄羅斯天然氣工業股份公司的管理階層有密切往來。
季莫申科表示她於1990年至1998年間獲得大量財富。此時正好是私有化時期，一段被歷史學家稱為腐敗與管理不善的時期－她成為烏克蘭最富裕的寡頭之一。

## 政治生涯

### 早期
季莫申科在1996年進入政壇，並在基洛夫格勒州當選烏克蘭議會議員。她在所屬選區中創下驚人的92.3%得票率。進入議會後，季莫申科加入派系「憲法中心」。
她在1998年議會重新選舉中，在村社黨（Hromada）政黨名單中排名第6。季莫申科是該黨重要人物，並擔任烏克蘭議會預算委員會主席。 在村社黨領袖帕夫洛·拉扎連科於1999年春天為躲避貪污調查潛逃美國後，許多成員脫黨轉而加入其他政黨派系。 其中，季莫申科成立新政黨全烏克蘭「祖國」聯盟。
1999年至2001年，季莫申科在尤申科內閣中擔任負責燃料與能源部門的副總理。在與產業寡頭發生衝突後，季莫申科在2001年1月遭到總統庫奇馬解除職務。下台後不久，季莫申科擔任救國委員會領導人，並展開「沒有庫奇馬的烏克蘭」抗議運動。
2001年2月中旬，季莫申科被指控在1995年至1997年（當時為烏克蘭聯合能源系統總裁）偽造海關文件和走私天然氣而遭到逮捕，數周後被釋放。 其政治支持者在季莫申科被拘提的盧基安尼夫斯卡監獄附近舉行數次抗議行動。根據季莫申科的說法，這些指控是庫奇馬政府所杜撰的，是由於寡頭對於她努力掃除腐敗及建立以市場為基礎的改革深感威脅，而向政府施壓所致。儘管指控已被撤銷，莫斯科當局在四年後才撤銷逮捕令。
此外，季莫申科的丈夫，亞歷山大，為了躲避監禁費用而躲藏兩年。但兩人表示這說法毫無根據，並認為背後有前庫奇馬政府的政治動機存在。

### 反庫奇馬運動和2002年選舉
指控撤銷後，她馬上回到庫奇馬總統反對運動（他們認為庫奇馬涉嫌格奥尔基·贡加泽記者謀殺案）的領導崗位。在這場運動中，季莫申科首度被稱為一個充滿激情、革命家的領袖，其中一個例子是在電視轉播中，她在集會上砸毀監獄窗戶。當時季莫申科要求舉辦全民公投彈劾總統庫奇馬。
2001年2月9日，季莫申科成立季莫申科聯盟（救國委員會併入）。該政黨聯盟在2002年烏克蘭議會選舉拿下7.2%的選票。她自1999年成立全烏克蘭「祖國」聯盟一直是該黨黨魁。
2001年8月11日，俄羅斯的民事與軍事檢察官指控季莫申科涉嫌賄絡。 2005年12月27日，俄羅斯檢察官撤銷這些指控。俄羅斯檢察官在季莫申科擔任總理時暫時解除對她的逮捕令，但在2005年9月下台後又再度恢復。2005年9月25日，俄羅斯檢察官在季莫申科前往訊問期間再度解除逮捕令。 季莫申科在她擔任總理的前七個月從未前往俄羅斯（第一屆季莫申科內閣）。
2002年1月，季莫申科被捲入一場神秘的車禍中，但只受到輕傷－有人認為這可能是政府的暗殺行動。

### 橙色革命
2001年秋天，季莫申科與尤申科為了贏得2004年烏克蘭總統選舉，醞釀組成一個廣泛的反對聯盟以對抗現任總統庫奇馬。
2002年下半年，季莫申科、亞歷山大·莫洛茲（Oleksandr Moroz，烏克蘭社會主義黨）、彼得·西蒙年科（烏克蘭共產黨）和尤申科（我們的烏克蘭）發表一項關於「烏克蘭國家革命的開始」的聯合聲明。共產黨後來退出聯盟，因為西蒙年科反對聯盟在2004年總統選舉推出單一候選人，但其他三黨依然維持聯盟關係（直到2006年7月）。
2004年7月2日，我們的烏克蘭與季莫申科聯盟建立「人民勢力」，該聯盟的目的是制止「因為現任當局而變成烏克蘭特色的破壞性進程」。該協定包括尤申科承諾若贏得2004年10月的總統選舉，將提名季莫申科為總理。季莫申科在2004年選舉期間為尤申科助選。 當2004年11月21日（第二輪投票日）選舉結果的詐欺指控逐漸蔓延時，尤申科陣營公開呼籲群眾表達抗議。2004年11月22日，烏克蘭各城市爆發大規模抗議：規模最大的地點是基輔的獨立廣場，估計有50萬人參與。 這場全國大規模抗議變成後來著名的橙色革命。抗議期間，季莫申科在獨立廣場的演說維持住街頭抗議的氣勢。在維克多·亞努科維奇的勝選資格被取消，並進行重新選舉後，尤申科以52%當選烏克蘭總統。

### 橙色革命之後

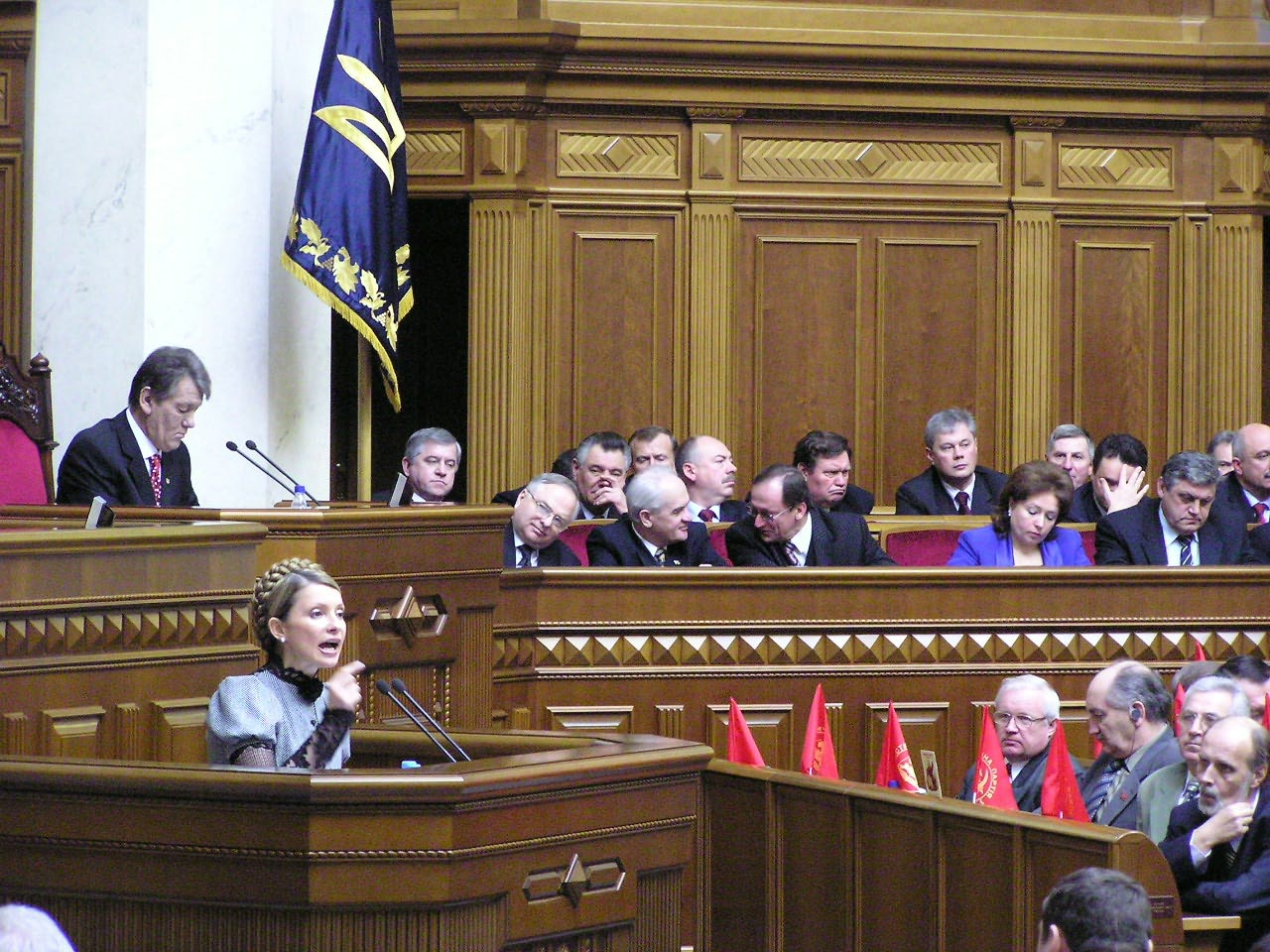
2005年2月4日季莫申科於烏克蘭議會

2005年1月24日，總統尤申科任命季莫申科為新任烏克蘭總理。2月4日，季莫申科的總理任命在烏克蘭議會以373票的壓倒性票數通過（通過門檻為226票）。
7月28日，《富比世雜誌》將她列為世界最有權力女性第三名，僅次於美國國務卿萊斯與中華人民共和國國務院副總理吳儀。 然而富比世在2006年9月1日出版的名單中，季莫申科未進入百大排名。
數個月後，後革命聯盟的內部衝突開始傷害到季莫申科的執政團隊。9月8日，安全與國防委員會主席彼得羅·波羅申科和副總理米科拉·托門科（Mykola Tomenko）等數名高級官員相繼辭職後，總統尤申科在全國電視演說中解除季莫申科職務。尤里·葉哈努羅夫成為新任總理。尤申科繼續批評她身為內閣總理的作為，表示這已造成經濟成長減緩以及執政聯盟內部的政治衝突。

### 2006年議會選舉
下台之後，季莫申科為了她領導的季莫申科聯盟能在2006年議會選舉取得勝利，開始前往全國各地訪問。她也在不久後宣布，希望能回到總理職位。

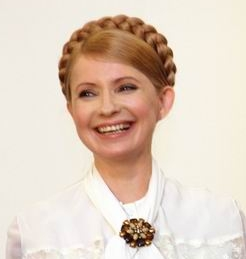
2008年的季莫申科

2006年國會選舉，季莫申科聯盟以129席成為國會第二大黨，許多人推測她會與尤申科的我們的烏克蘭和烏克蘭社會主義黨組成聯盟以免地區黨重獲權力。季莫申科再度重申希望擔任總理的立場。然而，與我們的烏克蘭和社會主義黨的協商面臨許多困難，各聯盟為了職位發生衝突，並進行與其他聯盟的反協商。
2006年6月21日，烏克蘭媒體報導政黨間已達成最終結盟協議，似乎為近三個月以來的政治動盪露出曙光。
季莫申科就任新任總理的任命案與批准預計將輕鬆過關。不過，先決條件是她長期的對手－我們的烏克蘭的彼得羅·波羅申科登上議長寶座。在結盟簽署後短短幾天，執政聯盟成員間的不信任感逐漸浮上檯面，他們認為同時進行波羅申科的議長投票與季莫申科總理投票案並不符合議會程序。
地區黨向執政聯盟下最後通牒，主張必須遵守議會程序，要求議會各委員會成員依照各政治勢力的席次分配、獲得部分議會委員會主席職位與地區黨勝選的行政州州長職位。 地區黨抱怨執政聯盟剝奪地區黨與共產黨所有入主行政部門與領導議會委員會的權利，但在地區黨拿下的地方基層地區委員會，執政聯盟的各黨也被排除在委員會之外。
地區黨成員從6月29日星期四起封鎖議會至7月6日星期四。
令人訝異的，社會黨的亞歷山大·莫洛茲出馬角逐議長寶座，隨後7月6日的投票中在地區黨支持下過關，「橙色聯盟」瓦解（波羅申科在7月7日撤除自己候選資格並敦促莫洛茲也比照辦理）。前總理維克多·亞努科維奇所領導的地區黨與社會黨、共產黨組成多數聯盟，亞努科維奇出任總理。同時季莫申科宣布她所屬的政治勢力將作為新政府的反對陣營，我們的烏克蘭直到10月4日才表態加入反對陣營 。
隨著2007年烏克蘭政治危機爆發，尤先科解散國會，議會重新舉行選舉。

### 2007年《外交》文章

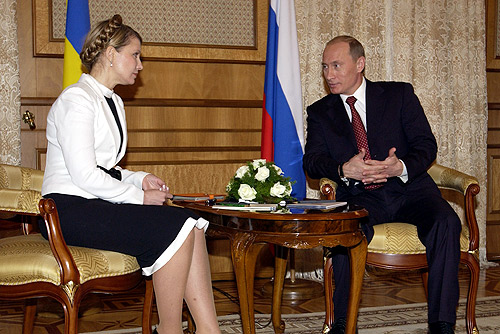
季莫申科與普京（攝於2005年）

季莫申科在2007年5/6月的《外交》雜誌上發表一篇《遏制俄羅斯》的文章。文章中她尖銳地批評普京領導下的獨裁發展，並反對所謂的新俄羅斯擴張主義。因此，這篇文章激怒了俄羅斯。在雜誌發行前一個多禮拜，俄羅斯發表回應，稱文章為「反俄宣言」、「試圖再次繪製歐洲的分界線」。
隨後，該篇文章被揭露重要部分是改述自前美國國務卿基辛格的文章。季莫申科幕僚否認抄襲剽竊，理由是《外交》雜誌的格式通常不包括姓名標示。
之後俄羅斯外交部長謝爾蓋·拉夫羅夫在同一雜誌上發表文章《遏制俄羅斯：回到未來？》，但拉夫羅夫在文章發表前撤回文章，指控編輯群修改他的文本並表示他的文章受到「審查」。

### 2007年議會選舉
2007年烏克蘭議會選舉於9月30日舉行，橙色聯盟表示他們已獲得足夠票數去組成執政聯盟。10月3日最終統計結果出爐，季莫申科與總統尤申科的聯盟以些微差距領先對手總理亞努科維奇。但亞努科維奇所屬的地區黨穩坐國會第一大黨，也宣稱獲得勝利，但其中一組盟友社會黨未能跨越選舉門檻，失去議會席次。
2007年10月15日，我們的烏克蘭—人民自衛聯盟與季莫申科聯盟同意組成多數聯盟。11月29日，兩黨簽署協議。12月18日，季莫申科以226票（剛好通過門檻）再度當選總理。

### 2008年政治危機

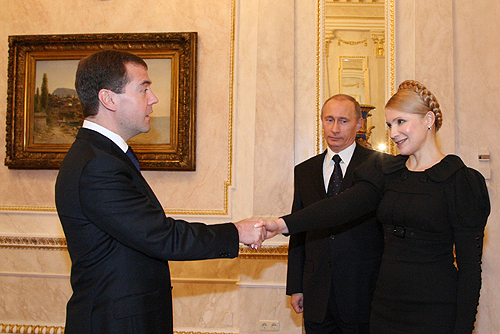
2009年，季莫申科與俄羅斯總統梅德韦杰夫及總理普京討論天然氣管道問題

季莫申科的季莫申科聯盟與尤申科的我們的烏克蘭－人民自衛聯盟所組成的執政聯盟在格鲁吉亚與俄羅斯間的2008年南奧塞提亞戰爭上產生意見分歧，引發危機。季莫申科不同意尤申科譴責俄羅斯，傾向保持中立。尤申科辦公室指控她採取溫和立場，以爭取俄羅斯支持她投入即將到來的2010年選舉。總統副幕僚長Andriy Kyslynskyi稱她「叛徒」。根據季莫申科聯盟，總統秘書處幕僚長維克托·巴洛哈處處指責總理，指責她所有一切，從不夠虔誠到傷害經濟，還稱季莫申科要暗殺他，而在喬治亞事件上的「叛徒」指控是對總理最新、最致命的攻擊。
季莫申科聯盟與共產黨、地區黨一同通過立法改善總統的彈劾程序並限制總統權力，增加總理權力。總統尤申科的我們的烏克蘭聯盟宣布退出執政聯盟，尤申科承諾將否決立法並威脅新執政聯盟必須儘快成立，否則將舉行選舉。這次事件引發了政治危機。最終尤申科於2008年10月8日宣布呼籲提前舉行議會選舉。
季莫申科強烈反對提前選舉，她表示：「沒有一位政治家會在這個重要時刻讓烏克蘭陷入提前選舉的狀況。但是，如果尤申科和亞努科維奇－希望提前選舉的人－讓國家舉行提前選舉，那他們必須承擔全球金融危機對烏克蘭造成的所有後果。」選舉最初決定在2008年12月7日舉行，但之後被無限期延期。季莫申科表示在新執政聯盟成立之前無意辭職。
2008年12月初，季莫申科聯盟與地區黨展開結盟協商，但在沃洛迪米爾·利特溫當選烏克蘭議會議長後，利特溫宣布將由季莫申科聯盟、利特溫聯盟和我們的烏克蘭組成執政聯盟。協商後三黨於12月16日正式簽屬協議。雖然利特溫表示議會將運作至2012年，但仍無法確定新執政聯盟是否能停止議會選舉。

### 2010年總統大選

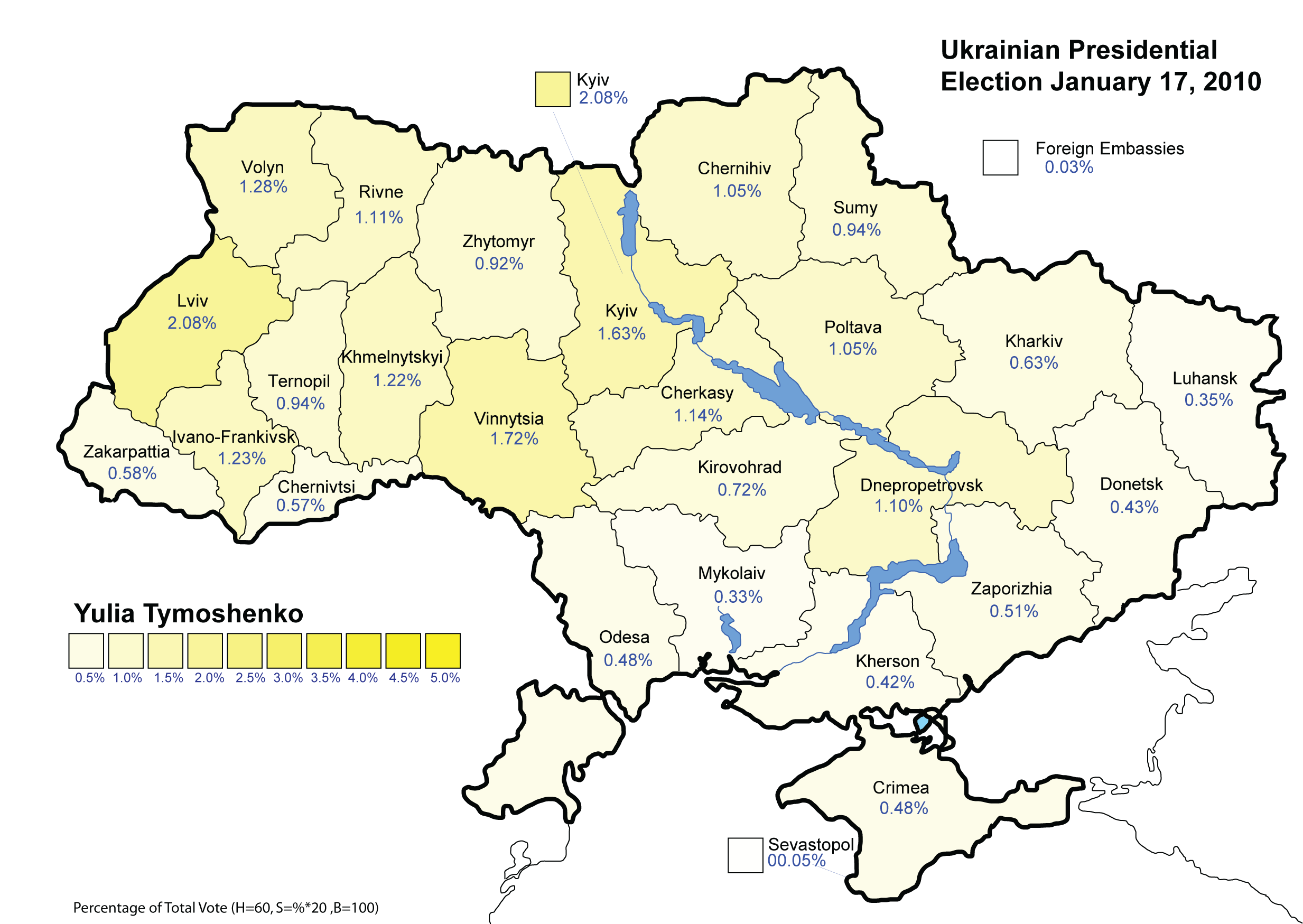
季莫申科(第一輪) - 全國得票率 (25.05%)

2009年2月5日，第二屆季莫申科內閣通過議會第二次不信任投票的考驗（第一次在2008年7月11日）。 截至2009年2月，季莫申科與總統尤申科、烏克蘭總統秘書處和反對陣營地區黨之間維持著敵對關係。根據季莫申科表示，她與總統是政治競爭而非意識形態的對抗，她也強調「2010年總統大選的選舉鬥爭已經開打了」。在長期以來一直被認為可能是2010年烏克蘭總統候選人，季莫申科宣布她將在2009年6月7日的全國轉播中發表聲明宣布參選2010年總統大選，雖然她在過去的發言中並未打算成為總統。季莫申科表示她若敗選，會接受選舉結果。2009年9月12日，一場名為「With Ukraine in Heart」的巡迴演唱會將從基輔的獨立廣場展開。
季莫申科聯盟正式背書季莫申科作為下屆總統大選參選人，第一輪投票將在2010年1月17日舉行。 季莫申科也獲得許多烏克蘭政治人物的支持如波利斯·塔拉修克（Borys Tarasyuk）、尤里·盧岑科（Yuriy Lutsenko）、前總統克拉夫丘克、基督教民主聯盟、烏克蘭歐洲黨 和前進，烏克蘭！。 分析家還認為她是俄羅斯政府在本次總統大選中的首選，但在2009年12月3日，俄國總理普丁否認這項說法。普丁表示他曾在季莫申科擔任總理時有過合作，但他未在選舉中表達支持。
季莫申科的競選費用預計在100至150萬之間。季莫申科預計在2010年總統大選結束後將展開議會提前選舉，但她對此表達反對立場。
2009年12月1日，季莫申科呼籲「全國民主力量」在第一輪總統選舉結束後團結起來支持最高票候選人。「如果我們不能增強努力，團結烏克蘭全國的愛國與民主陣營…我們將敗給企圖報復的對手」。 2009年12月5日，她宣布如果敗選，她將成為反對黨。季莫申科也投訴選舉立法的缺失，並表示對手試圖進行選舉舞弊。
在2010年1月17日的第一輪投票中，季莫申科以25%的支持率位居第二，僅次於亞努科維奇的35%。兩名候選人將在2010年2月7日進行第二輪投票。投票結果季莫申科以45%的得票率敗給亞努科維奇的48%而落選。

### 2010年後

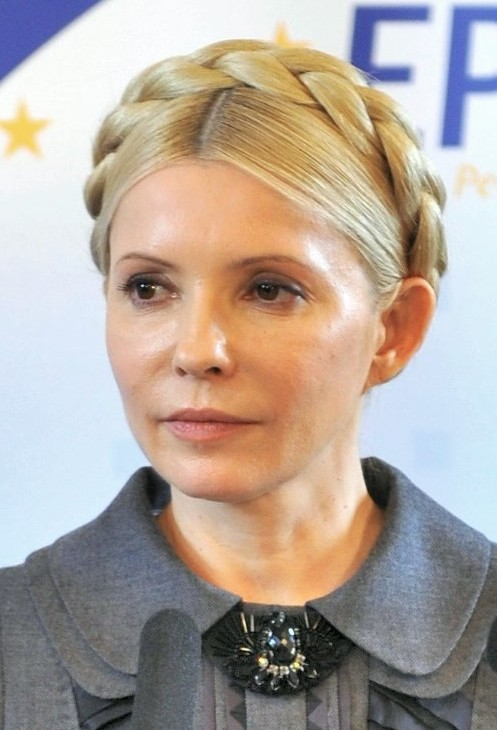
2011年的季莫申科

2011年季莫申科被控於擔任總理其間濫權而入獄；2014年廣場革命後獲釋。在同年3月24日，她宣佈再度競選總統，但敗於彼得·波洛申科。

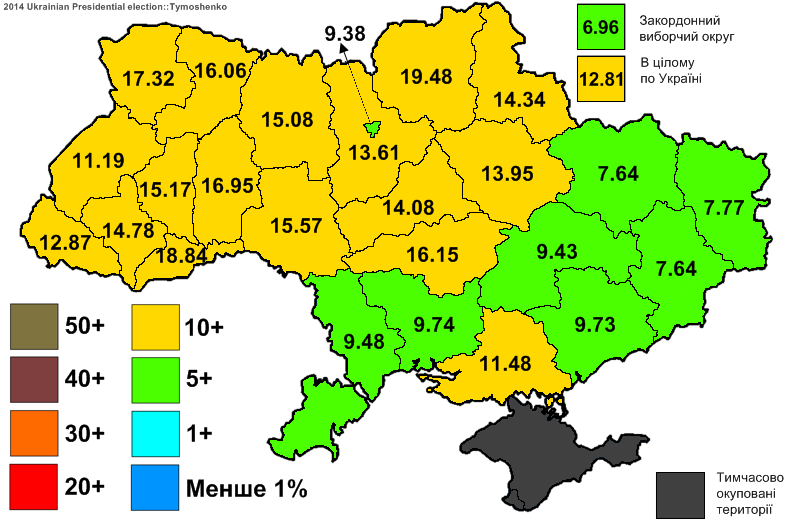
季莫申科於2014年總統大選各地的得票率

在勝出於同年舉行的拉達選舉後，她再次進入國會，再次成為全烏克蘭聯盟「祖國」領袖。

季莫申科在2019年總統選舉領先區域以深藍顯示

在2018年6月20日，季莫申科宣布將於2019年第三度參選總統。但最後以第三多得票（13%）再次落選。她隨後領導祖國在閣外支持人民公僕的多數政府。2019年烏克蘭議會選舉後，季莫申科擔任烏克蘭最高拉達关于退伍军人事务、战斗员、反恐怖主义行动和残疾人的问题委員會以及乌克兰最高拉达關於社会政策、就业和养老金委員會委員。

### 2022年俄羅斯入侵烏克蘭後
2022年2月下旬，法蘭西24报道称，季莫申科敦促北约和联合国关闭乌克兰领空，並向乌克兰部署联合国维和部队以保护乌克兰。 2022年4月初，自由欧洲电台发表了季莫申科对俄罗斯入侵的进一步评论。据报道，她说：「弗拉基米尔·普京坚信，他肩负着重建苏联的历史使命」；这一野心对其他东欧国家构成了威胁；「乌克兰加入北约是仅次于拥有强大军队的最有力保障，它可以一劳永逸地阻止俄罗斯联邦夺取乌克兰的任何企图。」

## 政治立場
季莫申科希望烏克蘭能成為歐盟會員，也關注於與俄羅斯的敵對情況。 「我試著捍衛我們的利益，讓我們能找到與歐盟和與俄羅斯之間的平衡點。」 季莫申科支持烏克蘭加入北約，表示烏克蘭處在「空白、所有現有防衛體系以外」的狀況是「不自在」的。 但是，根據季莫申科表示，烏克蘭加入任何集體防衛體系的問題「只有透過公投才能解決」。 季莫申科贊成與歐盟發展緊密關係，包括建立烏克蘭與歐盟的自由貿易區，以及最好是能夠在2015年成為會員。 季莫申科表示：「歐洲計畫尚未完成。沒有完成是因為烏克蘭還未全面參與。」 她反對外國干涉烏克蘭的內部事務：「烏克蘭實現其主權權力，組成現代政治國家，不能被認為有針對任何人的政策。」 季莫申科不希望延長俄羅斯黑海艦隊在烏克蘭的租借合約，因為《烏克蘭憲法》明確規定，外國軍事基地不能部署在烏克蘭，這項憲法條款是以保衛國家安全為基礎。」
季莫申科反對將俄語作為第二官方語言，她也不認為在目前的烏克蘭，俄語民眾的權利有受到侵犯。 關於她對烏克蘭語的態度，她曾表示：「今日我用烏克蘭語思考與生活…事實上我俄語非常熟練，我想這對你們不是秘密…你們都知道我成長於俄語州第聶伯羅彼得羅夫斯克州，在我看來，我在進入政府後一直不遺餘力地使用烏克蘭語。」
第一屆季莫申科政府計畫將3,000間公司重新收歸國有 但內閣在該計畫尚未實現前就被解職。 季莫申科認為烏克蘭經濟被過度壟斷。 部分烏克蘭政治家與學者認為她的政策屬於國家社會主義。 季莫申科反對烏克蘭天然氣運輸系統私有化。 她將烏克蘭在經歷2008-2009經濟危機後的經濟復甦列為她的成就之一。
第二屆季莫申科政府花費160萬格里夫納改善煤礦。季莫申科希望藉由平衡產業與社會領域的薪資，以提升社會總體水準，並承諾在兩年內改善烏克蘭醫療系統 與農民減稅。 其他經濟政策包括補償失去蘇聯時代儲蓄的存戶、控制食品及藥品的價格以遏抑通貨膨脹，要求審查黑暗的私有化與高社會福利開支。 她希望能減少三分之一的稅目數量、簡化制度、削減增值稅，並提供賦稅優惠給予新科技與窮困地區進口商以促進投資。
季莫申科主張烏克蘭能藉由發展並建造更多的核電廠以確保能源安全，她也希望加速在黑海勘探和開採石油與天然氣。
季莫申科希望改革國家行政機關的組成，主張給予議會反對派「影響政府當局的實際手段」，進行烏克蘭法院系統的改革，並希望重新將行政權轉移給地方政府。 她希望烏克蘭人能「生活在憲法與法律的專政之下」。 2009年11月，季莫申科稱烏克蘭為「一個絕對無法治理的國家」，原因是橙色革命期間的憲法修訂是政府當局（前庫奇馬政府）與反對方的政治妥協（季莫申科主張這些改革「未完成」，因此2004年12月季莫申科聯盟投下反對票）。2009年12月，第二屆季莫申科政府提議在烏克蘭成立獨立的反腐敗局。
2010年1月，季莫申科呼籲在民意調查或公民投票結束後，透過議會多數進行憲法緊急修正案。

## 家庭與私人生活
尤莉雅·季莫申科的丈夫是企業家亞歷山大·季莫申科（1960年6月11日出生）。 在政治生涯早期，兩人曾因亞歷山大躲避逮捕而分開數年。夫妻兩人鮮少一同出現在公眾場合。 兩人育有一女叶夫根尼娅（1980年2月20日出生）。
在與歐洲理事會議員大會會面時她曾表示，如同多數蘇俄公民，她在童年時只說俄語，直到2000年進入尤申科政府才開始學習烏克蘭語。

## 文化與政治形象

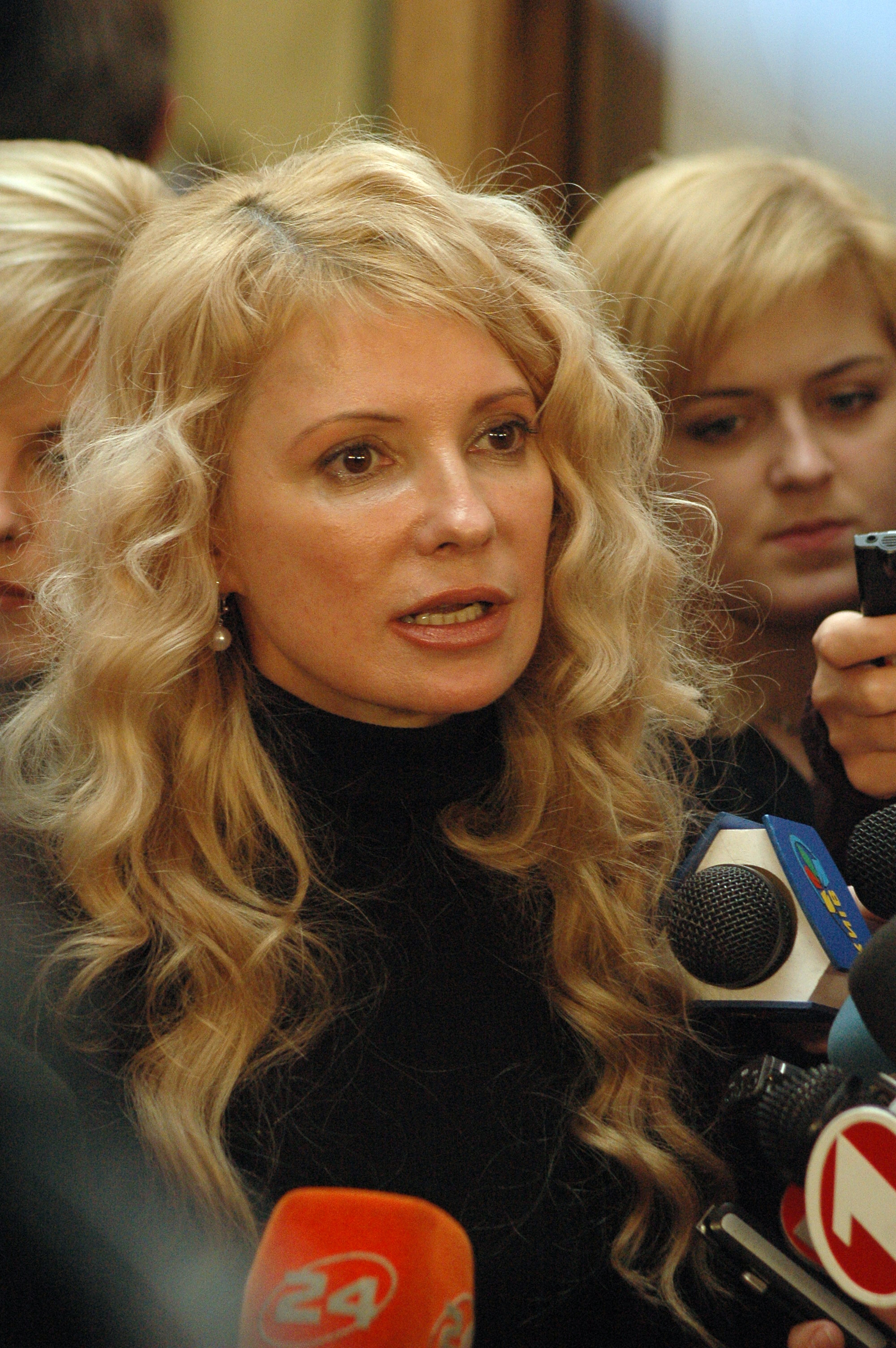
未使用經典髮辮造型的季莫申科

季莫申科以一個寡頭不當獲取財產。季莫申科願意去打擊腐敗，她對烏克蘭非法商業行為的熟稔將是她得天獨厚的條件。前商業夥伴、前烏克蘭總理帕夫洛·拉扎連科在美國因涉嫌數百萬的洗錢、貪污、詐欺等罪而被判刑。
許多選民相信她是真的從寡頭變成改革者 。作為能源副總理，她實際上終結了許多在能源部門腐敗的安排。在她的領導下，烏克蘭電力產業稅收額成長幾十倍。她取消電力市場的易貨交易，要求工業消費者以現金支付電費。 她還終止許多組織的稅務減免，不包含已斷電的組織。她的改革意味著，政府有足夠的資金支付和增加公務員薪資。
季莫申科曾三度被《富比士雜誌》列為全球最有權力的女性。2005年她位居第三（次於萊斯與吳儀），2008年排名第17，2009年排名第47。 橙色革命期間，部分西方媒體封她為「革命的聖女貞德」。 季莫申科還被《每日郵報》和《20分鐘》封為「全球最美麗的女政治家」之一，另也在「最火辣國家領導人」部落格中名列第一位。
俄羅斯總理普京在2009年11月表示，她與季莫申科共事感到自在，也稱讚她加強烏克蘭的主權和與莫斯科建立穩定關係，並稱第二屆季莫申科政府是「高效率與一股穩定的力量」。 路透社表示，俄羅斯政府在看見她對尤申科的反對立場後，從2008年底開始支持季莫申科。
2008年初民調中，季莫申科的支持率站上30%，但在2009年4月下旬滑落至15%。根據基輔社會學國際研究院在2009年1月29日與2月5日完成的民調中，有43%的民眾認為她應該下台，另有45%的民眾抱持相反意見。 索非亞社會研究中心在2009年2月3日與12日的民調中，有59.1%的民眾認為季莫申科總理的行動是捍衛自己與周遭人士的利益，4.2%認為她的行動是保護外國利益，23.9%則認為她是為了國家利益。77.7%的受訪者不滿意季莫申科政府的經濟政策。71.8%認為現任政府無法帶領經濟走出危機，甚至無法改善烏克蘭的狀況；18.1%的受訪者則相信政府可以做到。
前盟友、烏克蘭總統尤申科在2009年11月表示：「我相信，每個禮拜只要季莫申科還坐穩總理寶座，將帶領國家走向災難。因為季莫申科－是個危機，一切的危機。」
有人曾聲稱季莫申科是猶太人，但遭到否認，表示他父親有拉脫維亞血統，母親是純正烏克蘭人。

### 髮型
季莫申科的髮辮造型成為橙色革命時期的標誌。當被問到是否由專業髮型師打理時，她回應髮型都是自己處理。形象顧問Oleh Pokalchuk表示，烏克蘭作家列霞·烏克蘭卡的髮型是繞頭髮辮的靈感來源。

### 伊娃·裴隆轉世
2010年1月5日《新共和雜誌》（The New Republic）的文章中，季莫申科前顧問表示，季莫申科相信自己是伊娃·裴隆的轉世，並且自覺地複製裴隆的風格與習慣。

### 迪拜度假丑闻
2023年1月28日，俄罗斯入侵乌克兰一周年之际，乌克兰遭受重大破坏。而多名乌克兰政要被发现在迪拜奢侈度假，其中包括前总理、季莫申科联盟头号人物季莫申科。随后，季莫申科在乌克兰的支持率暴跌。

## 備註
1. ↑  烏克蘭語：，羅馬化：Hrihian[2]

## 外部連結
- 季莫申科官方網站
- 季莫申科個人網誌
- 季莫申科聯盟網站 （英文）
- 時代雜誌個人檔案 （页面存档备份，存于）

| 政府职务                      | 政府职务              | 政府职务                 |
| ----------------------------- | --------------------- | ------------------------ |
| 前任者： 尼古拉·阿扎羅夫 代理 | 烏克蘭總理 2005       | 繼任者： 尤里·葉哈努羅夫 |
| 前任者： 維克托·亞努科維奇    | 烏克蘭總理 2007–2010  | 繼任者： 尼古拉·阿扎羅夫 |
| 政党职务                      |                       |                          |
| 新頭銜                        | 季莫申科聯盟領袖 2001 | 現任                     |